# Fuerzas Armadas de Lituania
Las Fuerzas Armadas Lituanas consisten de ~14.500 efectivos de personal activo (~2100 de ellos - civiles). El servicio militar obligatorio terminó en septiembre de 2008.
El sistema de defensa de Lituania está basado en el concepto de "defensa total e incondicional" derivada de la Estrategia de Seguridad Nacional. El objetivo de la política de defensa de Lituania es preparar su sociedad para la defensa general e integrar Lituania en las estructuras de seguridad y defensa occidentales. El ministerio de defensa es responsable de las fuerzas de combate, búsqueda y rescate, y operaciones de inteligencia.
Los 4.800 guardias de frontera caen bajo la supervisión del Ministerio del Interior y son responsables de la protección de fronteras, pasaportes y aduanas, y comparten responsabilidades con la marina en la intercepción del contrabando y narcotráfico.

## Historia
Las Fuerzas Armadas de Lituania fueron oficialmente establecidas el 16 de noviembre de 1990, pocos meses después de que el país declarara su independencia de la Unión Soviética el 11 de marzo del mismo año. Este día se considera el aniversario oficial de las fuerzas armadas lituanas. En sus primeros compases, el Estado se enfrentó a un entorno político y de seguridad extremadamente inestable, ya que la URSS no reconocía la secesión y mantenía tropas en territorio lituano. Los primeros pasos en la formación del ejército se dieron con la creación del Departamento de Defensa Nacional, la Guardia Nacional de Defensa Voluntaria (VDU), y unidades de defensa interior formadas por ciudadanos movilizados. En esta etapa, el ejército carecía prácticamente de infraestructura, armamento moderno y experiencia organizativa, por lo que se recurrió a la colaboración de exmilitares soviéticos de origen lituano, así como al apoyo logístico de países occidentales.
La retirada completa de las tropas rusas no se logró hasta agosto de 1993, lo que marcó el inicio real de una fase de consolidación de la defensa nacional. Durante este periodo, Lituania centró sus esfuerzos en desarrollar una estructura militar profesional, alineada con los estándares occidentales, y en reducir su dependencia del material y doctrina soviéticos.
En 1994, Lituania se unió al Programa Asociación para la Paz de la OTAN, lo cual fue un paso estratégico clave para su integración en estructuras de defensa occidentales. Durante la segunda mitad de los años 90, se implementaron reformas en la organización, formación y profesionalización del ejército, y se intensificaron los ejercicios conjuntos con aliados europeos y estadounidenses. Finalmente, Lituania se unió formalmente a la OTAN en 2004, consolidando su posición dentro del sistema de defensa euroatlántico.

## Estructura
Las Fuerzas Armadas Lituanas consisten de las Fuerzas Terrestres Lituanas, la Fuerza Aérea Lituana, la Fuerza Naval Lituana, las Fuerzas de Operaciones Especiales Lituanas y otras unidades: Comando Logístico, Comando de Entrenamiento y Doctrina, Batallón del Cuartel General, Policía Militar. Directamente subordinadas al Jefe de la Defensa están las Fuerzas de Operaciones Especiales y la Policía Militar. Las Fuerzas de la Reserva están bajo el comando de las Fuerzas de Voluntarios de Defensa Nacional de Lituania.

### Fuerzas de Tierra Lituanas

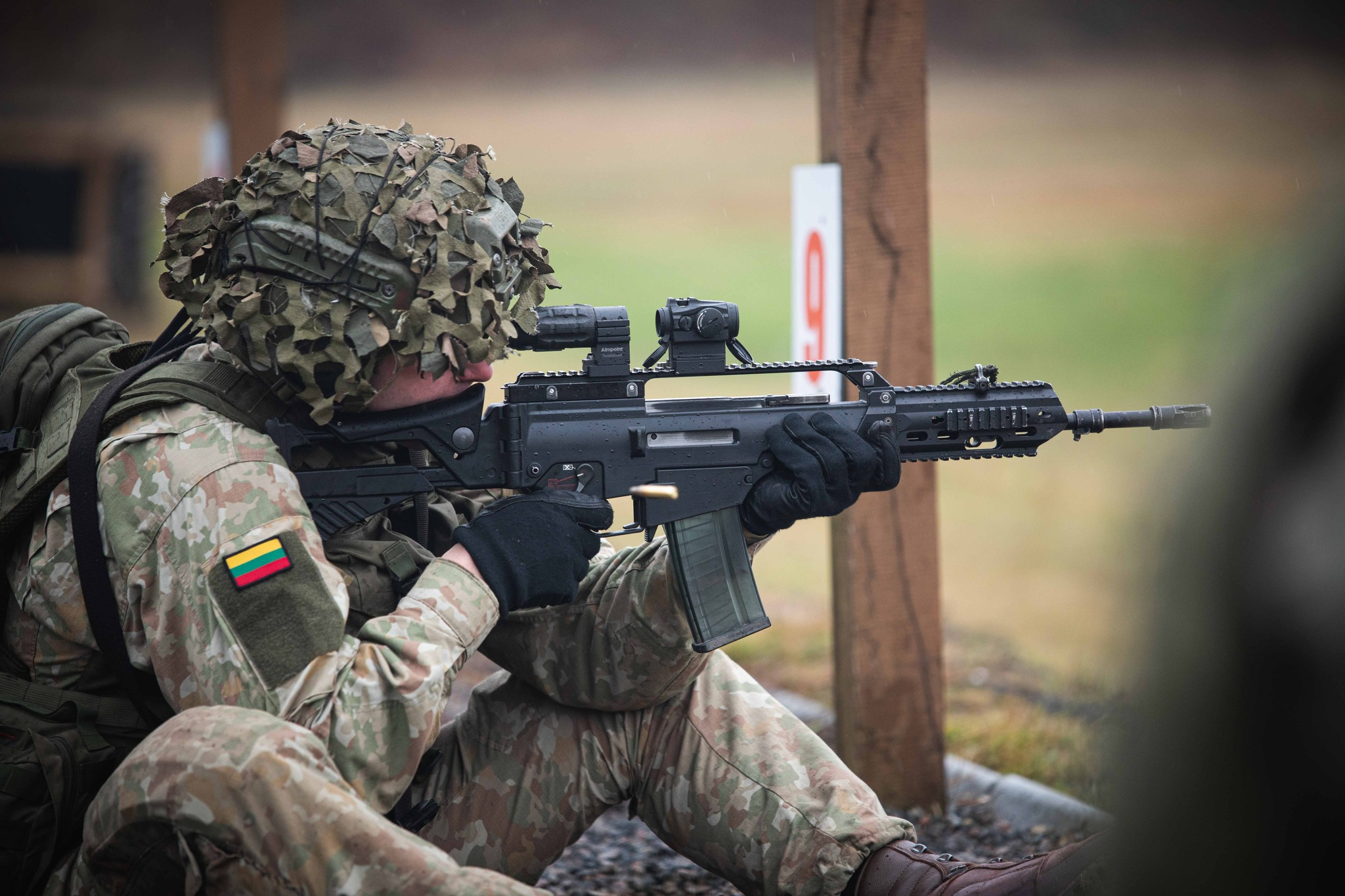
Soldado lituana con un rifle Heckler & Koch G36

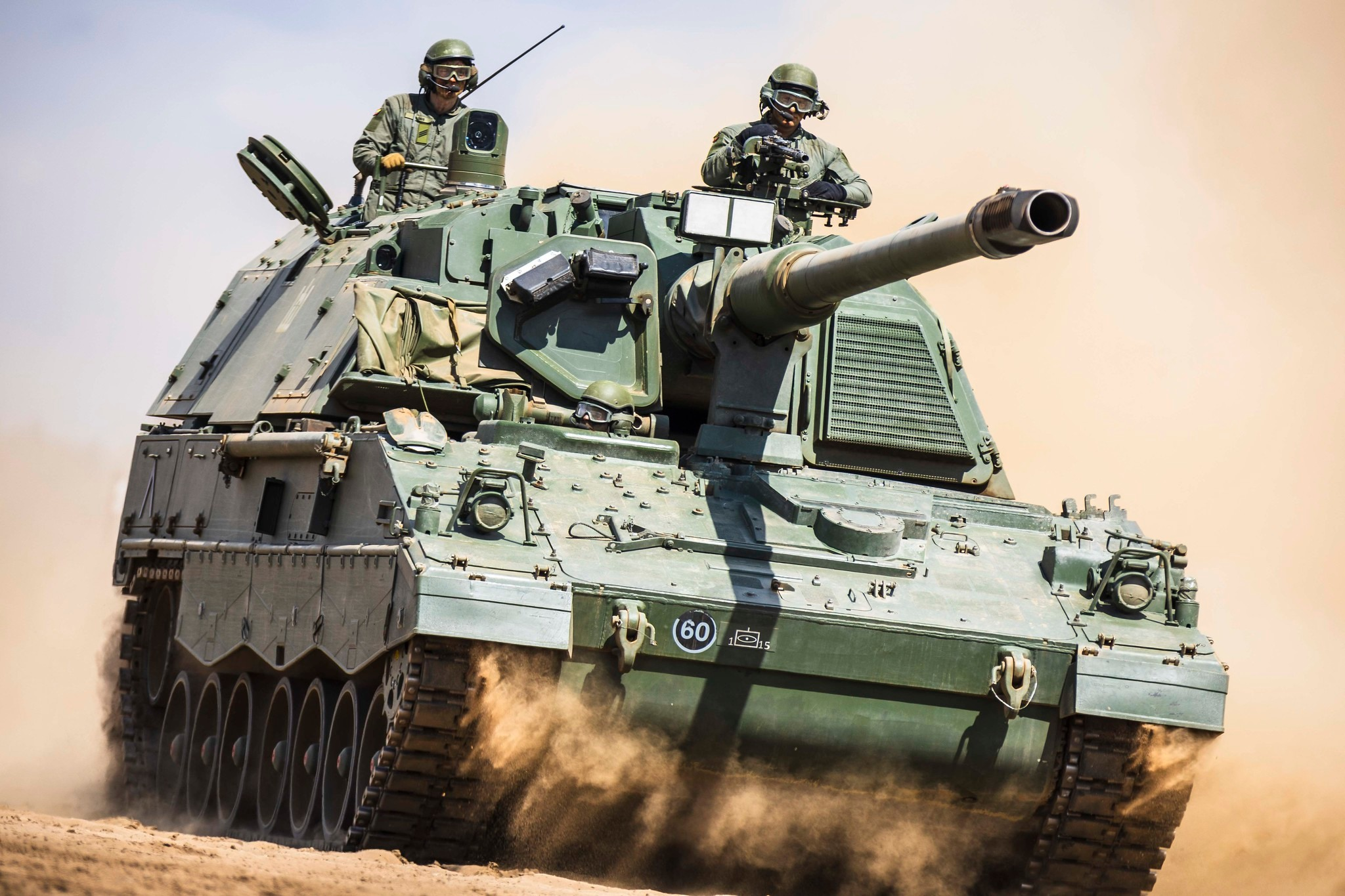
Obús lituano Panzerhaubitze 2000

El núcleo de la estructura de las Fuerzas de Tierra Lituanas es la Brigada de Infantería Mecanizada Lobo de Hierro (BIM "Lobo de Hierro, en inglés: MIB "Iron Wolf") consistente en dos batallones de infantería mecanizada (Rey Mindaugas y Gran Duque Lituano Algirdas), dos batallones de infantería motorizada (Gran Duquesa Birutė y Gran Duque Lituano Kestutis), un batallón de artillería y el batallón de apoyo avanzado Duque Lituano Vaidotas. En el futuro, la BIM "Lobo de Hierro" también dispondrá de compañías de defensa aérea y antitanques, que asegurarán la sostenibilidad de la brigada durante las operaciones.
Las Fuerzas Terrestres Lituanas están experimentando una importante modernización con la adquisición de nuevo armamento y blindaje. En 2007 las fuerzas terrestres compraron el rifle alemán Heckler & Koch G36 para reemplazar al antiguo Ak-4 sueco como su arma principal. Se prevé la compra de nuevos vehículos de combate de infantería y de transporte blindado. Lituania está determinada a reestructurar las fuerzas armadas de tal modo que a finales de 2014, una décima parte de las Fuerzas de Tierra puedan ser desplegadas en cualquier momento para operaciones internacionales, mientras que la mitad de las fuerzas terrestres podría estar preparado para desplegarse fuera de las fronteras de Lituania.
El cuerpo voluntario ya ha participado con éxito en operaciones internacionales en los Balcanes, Afganistán e Irak. Las Fuerzas de Voluntarios consisten en cinco unidades territoriales y el Batallón de Entrenamiento Dragón Gran Duque Lituano Butigeidis.

### Fuerzas Aérea Lituana

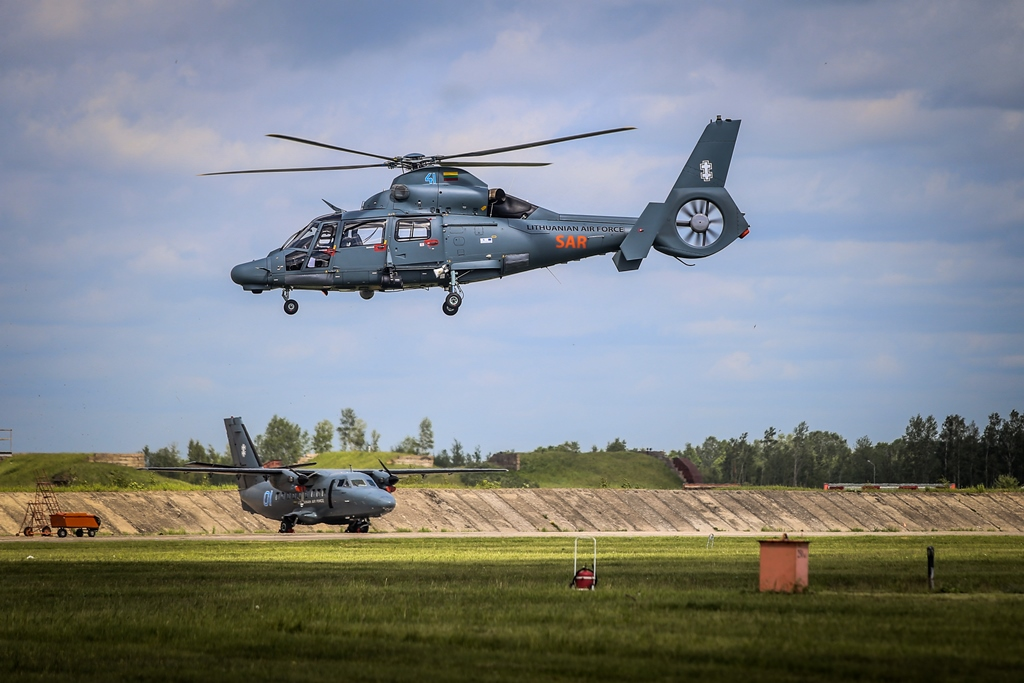
Aviones de la Fuerza Aérea de Lituania

La Fuerza Aérea Lituana (FAL) es una parte integral de las Fuerzas Armadas Lituanas. Está formada por personal de servicio militar profesional y no militar. Las unidades están localizadas en varias bases a lo largo de toda Lituania.
- Kaunas (Cuartel General y Comando de Control y Vigilancia del Espacio Aéreo);
- Karmėlava (Centro de Control del Espacio Aéreo);
- Nemirseta (capacidades de despliegue para búsqueda y rescate en el mar);
- Šiauliai (Base Aérea de la FAL, Armamento de la Fuerza Aérea y Depósito de Equipos de Reparación);
- Radviliškis (Batallón de Defensa Aérea).[7]

La formación inicial de la FAL fue el 2º escuadrón de transporte con la transferencia de 20 aviones An-2 de uso civil a militar, con base inicial en la base aérea de Barushai el 27 de abril de 1992. Estos se unieron a cuatro aviones L-39C Albatros comprados a Kazajistán como parte de los 16 previstos destinados al 1º escuadrón de caza (de entrenamiento).
Los helicópteros Mil Mi-8 fueron modernizados por la FAL (ampliación de los tanques de combustible y aviónica). En 2008 2 radares de medio alcance fueron adquiridos para el Comando de Control y Vigilancia del Espacio Aéreo.
El espacio aéreo es patrullado por aviones caza de otros Estados miembros de la OTAN, que tienen su base a las afueras de la ciudad de Šiauliai (Aeropuerto de Zokniai, conocido como base de aviación). Las fronteras exteriores de la Unión Europea (con Kaliningrado y Bielorrusia) son patrulladas por la Unidad de Aviación del Servicio de Guardia de Fronteras del Estado lituano que recibió helicópteros EC-120, EC-135 y EC-145.

### Armada Lituana

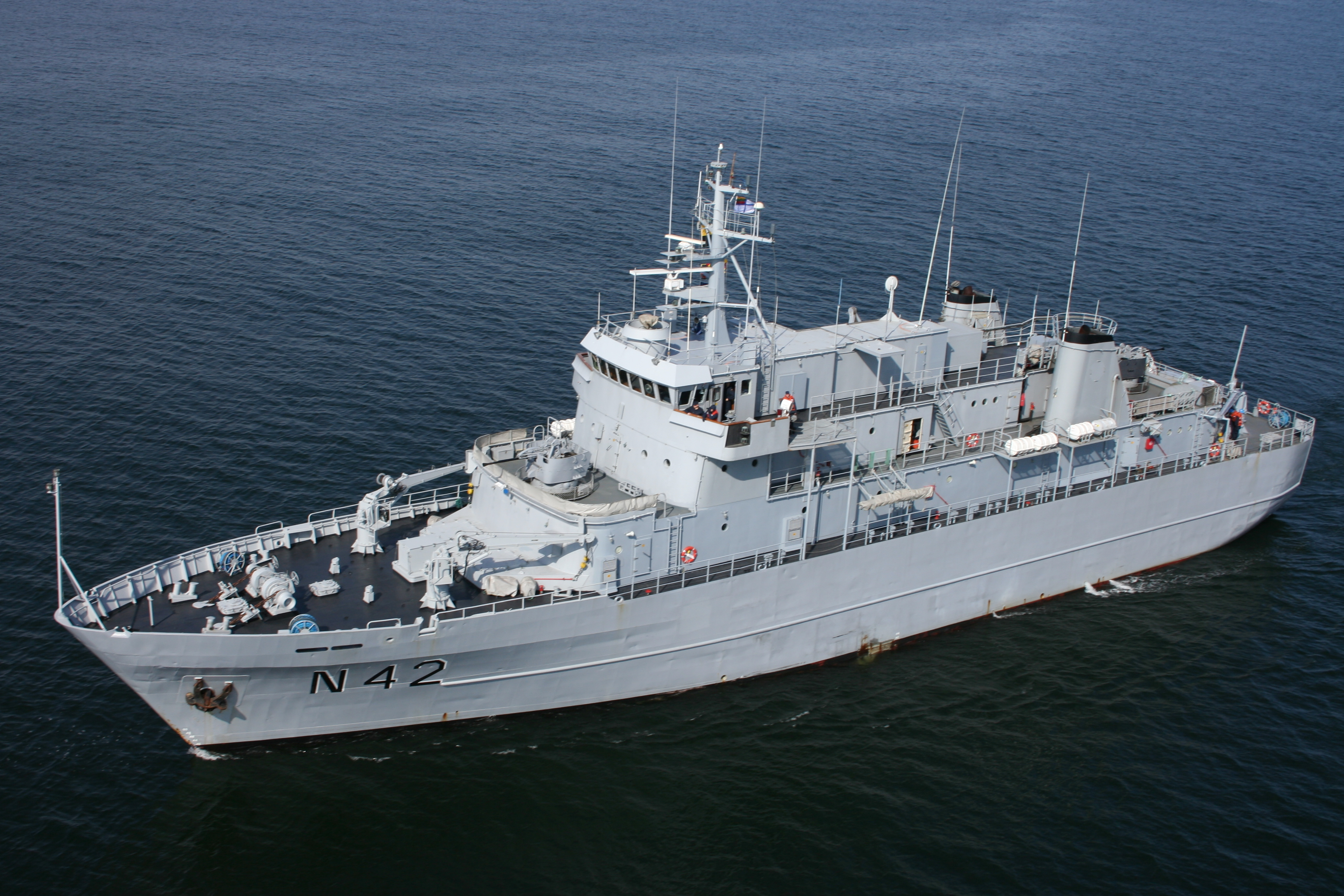
Buque de la Armada Lituana de la clase Vidar N42 Jotvingis.

La Armada tiene más de 600 efectivos de personal y consisten en la Flotilla de Buques de Guerra, el Sistema de Vigilancia Costera, el Equipo Submarino de Explosivos, el Servicio Logístico Naval, el Centro de Entrenamiento y el Centro de Coordinación de Rescates Marítimos. La Flotilla es el núcleo de la Armada, y consiste del Escuadrón de Contramedidas de Minado, el Escuadrón de Buques de Patrulla, y los Grupos de Barcos de Puerto. El actual Comandante en Jefe de la Armada Lituana es el Contraalmirante Kęstutis Macijauskas. La base naval y cuartel general se localizan en la ciudad de Klaipėda. La Armada utiliza buques patrulla para la vigilancia costera.
Los tres buques de nueva adquisición de la clase Flyvefisken de patrulla reemplazaron a las antiguas embarcaciones de la clase Storm de patrullaje y a las corbetas de la clase Grisha.

### Fuerzas de Operaciones Especiales

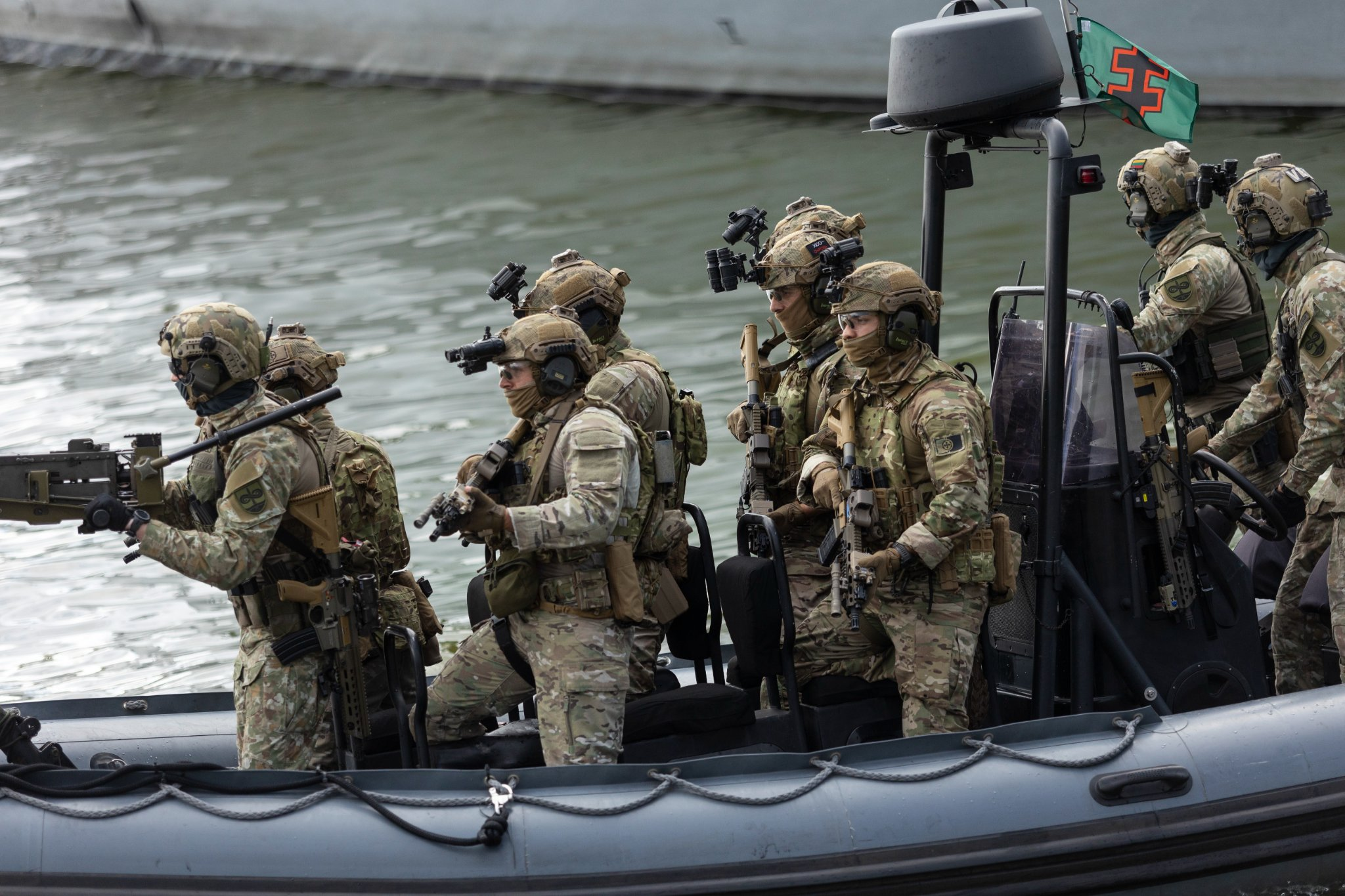
Soldados de las Fuerzas Especiales Lituanas durante un entrenamiento.

Las Fuerzas de Operaciones Especiales Lituanas (FOE) de las Fuerzas Armadas Lituanas han estado en operación de facto desde 2002 y fueron establecidas de jure el 3 de abril de 2008, cuando entraron en vigor las modificaciones de la organización del Sistema de Defensa Nacional y la ley del servicio militar. La FOE está formada sobre la Unidad de Operaciones Especiales.
Las FOE son responsables de las siguientes tareas: reconocimiento especial, acciones directas, y apoyo militar. También está al cargo de otras tareas, e.g. protección de personas VIP en tiempos de paz. El núcleo de las FOE está basado en el Servicio de Objetivos Especiales, el Batallón Jaeguer Vitautas el Grande y el Servicio de Buzos de Combate. El Elemento de Operaciones Especiales de las Fuerzas Aéreas Lituanas está subordinado a la Unidad al nivel de gestión de operaciones. La estructura de la FOE es flexible lo que facilita formar escuadrones para misiones y operaciones concretas de sus elementos. Las FOE pueden ser llamadas dentro del territorio de Lituania cuando las agencias del orden carezcan o no tengan necesariamente las capacidades para reaccionar a ataques terroristas. Las capacidades de las fuerzas especiales las hace la principal fuerza de respuesta nacional para operaciones de contraterrorismo y operaciones para evitar violaciones de soberanía.
El escuadrón de la FOE "Aitvaras" fue desplegado en Afganistán en la operación "Libertad Duradera". Desde 2005 a 2006 los escuadrones de la FOE estuvieron en standby en la Fuerza de Respuesta de la OTAN.

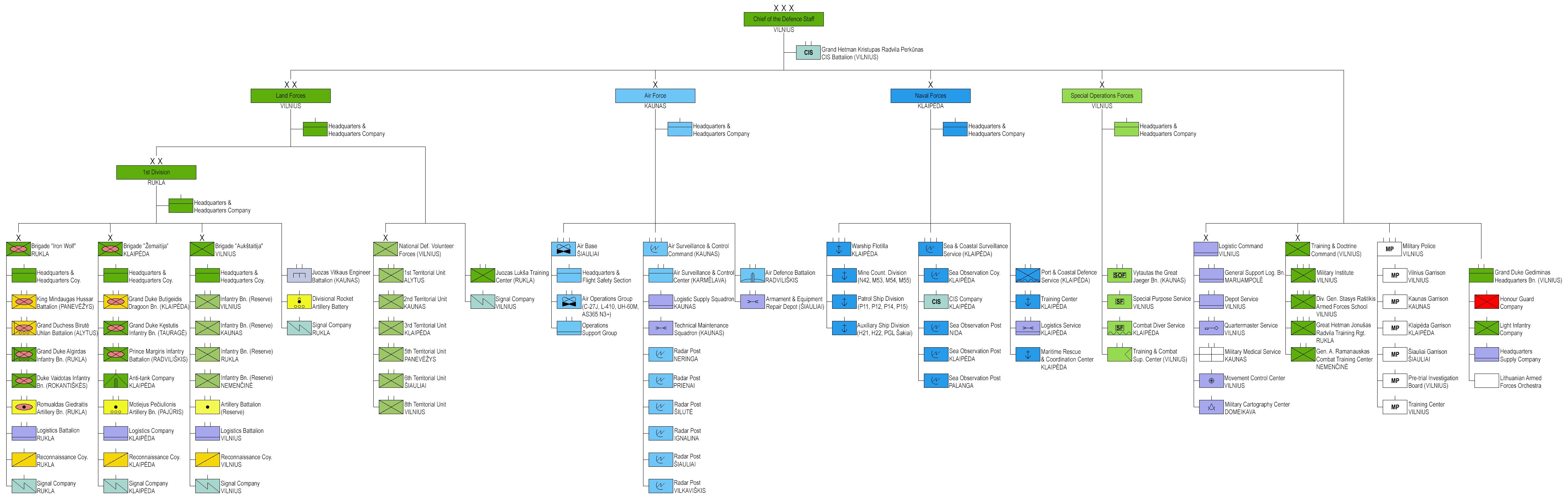
Estructura actual de las Fuerzas Armadas Lituanas 2025.

## Cooperación internacional

### Lituania y la OTAN

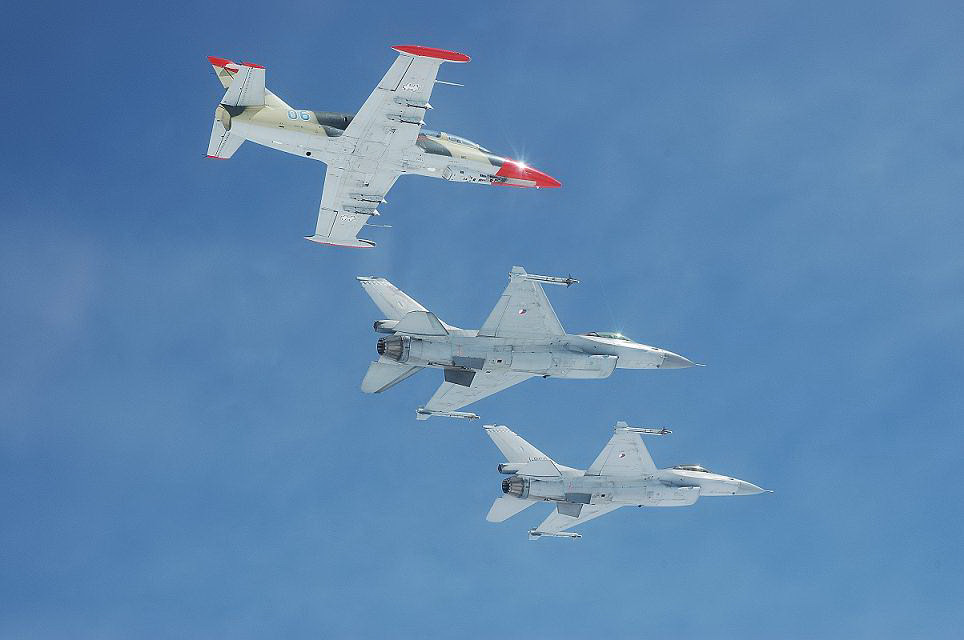
L-39ZA de la Fuerza Aérea Lituana con dos F-16AM Fighting Falcon de la Real Fuerza Aérea Neerlandesa.

Poco después de la restauración de la independencia, Lituania solicitó el ingreso en la OTAN como estado miembro en enero de 1994. Conjuntamente con otros seis países de Europa Central y Oriental, Lituania fue invitada a unirse a la Organización del Tratado del Atlántico Norte en la Cumbre de Praga de 2002 y se convirtió en un miembro de la Alianza en 2004. Lituania entró en la OTAN como miembro de pleno derecho inmediatamente después de que se completaron los procedimientos de unión al Tratado del Atlántico Norte y adquirió los derechos de participación en los procesos de decisión política de la Alianza. La integración en las estructuras militares de la OTAN se convirtió en una tarea a largo plazo de las Fuerzas Armadas Lituanas. La División de Infantería Mecanizada "Lobo de Hierro" ("Iron Wolf") fue afiliada a la División danesa sobre la base de acuerdos firmados entre Dinamarca y Lituania en agosto de 2006. Las Fuerzas Armadas Lituanas empezaron a aumentar las capacidades de esta Brigada para cooperar con otras fuerzas de Estados miembros de la OTAN. Como que Lituania y otros estados Bálticos no tienen capacidad de asegurar sus espacio aéreo, aviones caza de miembros de la OTAN fueron desplegados en el aeropuerto de Zokniai cerca de la ciudad de Šiauliai para proporcionar cobertura al espacio aéreo de los estados Bálticos en tan pronto como Lituania adquirió el ingreso en la Alianza.
Lituania también coopera con los otros dos estados Bálticos, Letonia y Estonia, en varias iniciativas Bálticas trilaterales de cooperación en defensa:
- Batallón Báltico (BALTBAT) – batallón de infantería para la participación en operaciones de paz, con el cuartel general cerca de Riga, Letonia;
- Escuadrón Naval Báltico (BALTRON) – fuerza naval con capacidades de contramedidas antiminas, con cuartel general en Tallin, Estonia;
- Red de Vigilancia Aérea Báltica (BALTNET) – sistema de información de vigilancia aérea, con cuartel general en Kaunas, Lituania;
- Instituciones de educación militar conjunta: Colegio de Defensa Báltico (BALTDEFCOL) en Tartu, Estonia; Centro Báltico de Entrenamiento para Buzos en Liepāja, Letonia; y Centro de Comunicaciones Navales de Entrenamiento en Tallin, Estonia.[13]

En enero de 2011, los estados Bálticos fueron invitados a unirse al NORDEFCO, el marco de defensa de los países nórdicos. En noviembre de 2012, los tres países acordaron crear un cuerpo de personal militar conjunto para 2013. La cooperación futura incluirá compartir las infraestructuras nacionales con el propósito de entrenamiento y especialización (BALTTRAIN) y la formación de contingentes del tamaño de un batallón para su uso en la fuerza de reacción rápida de la OTAN.

### Misiones y operaciones en el extranjero

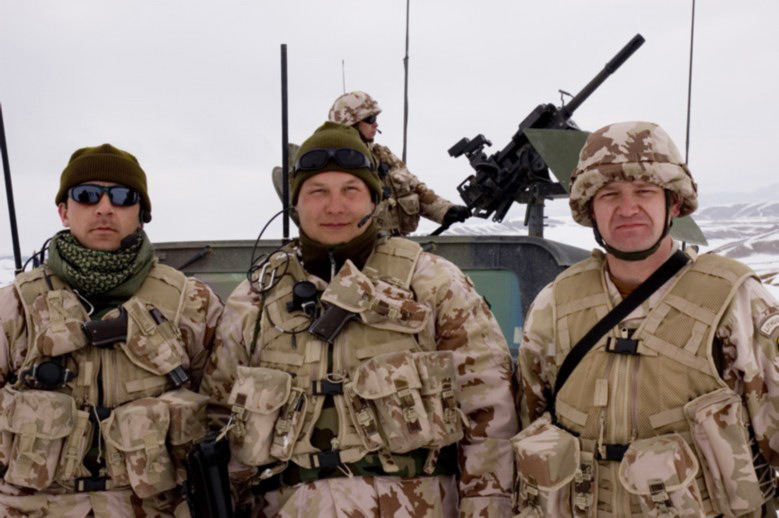
Soldados de la Fuerza de Voluntarios lituana en la misión internacional en Afganistán.

Los soldados lituanos toman parte en las operaciones internacionales desde 1993. Desde el verano de 2005, Lituania ha formado parte de la ISAF (International Security Assistance Force) en Afganistán, conduciendo un Equipo de Reconstrucción Provincial (ERP) en la población de Chaghcharan en la provincia de Ghor. El ERP incluye personal de Dinamarca, Islandia y EE. UU. También existen unidades de fuerzas de operaciones especiales en Afganistán. Se localizan en la provincia de Kandahar.
Tras unirse a las operaciones internacionales en 1993 Lituania ha perdido dos soldados. El Teniente de 1ª Normundas Valteris cayó en Bosnia (17 de abril de 1996), y el sargento Arūnas Jarmalavičius en Afganistán (22 de mayo de 2008).

### Curiosidades
Algunos escudos de las Fuerzas Armadas de Lituania ostentan las Columnas de Gediminas, símbolo histórico por excelencia del país.